# Серпуховская улица (Санкт-Петербург)
Серпуховска́я у́лица — улица в Адмиралтейском районе Санкт-Петербурга. Проходит от Загородного проспекта до набережной Обводного канала.

## История названия
Со второй половины XVIII века улица обозначалась как 1-я Рота Семёновского полка. Параллельно существовали названия 1-я линия, 1-я линия Московской части, 1-я рота Лейб-Гвардии Семёновского полка, Дмитриев переулок (по фамилии домовладельца Дмитриева).
9 декабря 1857 года улице присвоено современное название Серпуховская улица, по городу Серпухову в ряду других улиц Московской полицейской части, наименованных по уездным городам Московской губернии.

## История
Проложена во второй половине XVIII века как одна из улиц, отведённых под расположение 1-й роты Семёновского полка. Поначалу на улице было разрешено строительство только солдатских казарм и домов младших офицерских чинов. Но так как они не заняли всей отведённой земли, то постепенно улица стала застраиваться обывательскими домами.

## Примечательные здания
- № 2 (Загородный проспект, 68) — дом Н. Ф. Целибеева, был построен по проекту архитектора В. Е. Моргана в конце 1840-х — начале 1850-х гг., перестроен в 1904—1905 гг. арх-м А. И. Ширшовым. В этом здании в 1906—1918 гг. размещалось первое в России высшее техническое учебное заведение для женщин — Санкт-Петербургские Женские Политехнические курсы, преобразованные в 1915 г. в Петроградский Женский политехнический институт[2]. В 2010 году дом признали аварийным и расселили. В 2014-м правительство города включило дом в программу «Молодёжи — доступное жильё», ремонт начали в 2018[3].  781710856560005
- № 10 — дом Общества гражданских инженеров, 1901—1902 гг., гражд. инж. И. Ю. Мошинский[4].  7832025000
- № 14 — дом А. П. Короткова, 1909 г., арх. М. Х. Дубинский[4].  7832026000
- № 17 — Доходный дом Захаровых, 1913, арх-р Алексей Захаров[4].  7832022000
- № 19 (угловой на пересечении с Клинским пр., 17) — дом Захаровых, 1912—1913, гражд. инж. Алексей Захаров[4].
- № 36-38 — особняк и зрительный зал А. Н. Виноградова, 1886 г., инж.-арх. В. Ф. Пруссак[4].  7832027000

## Галерея

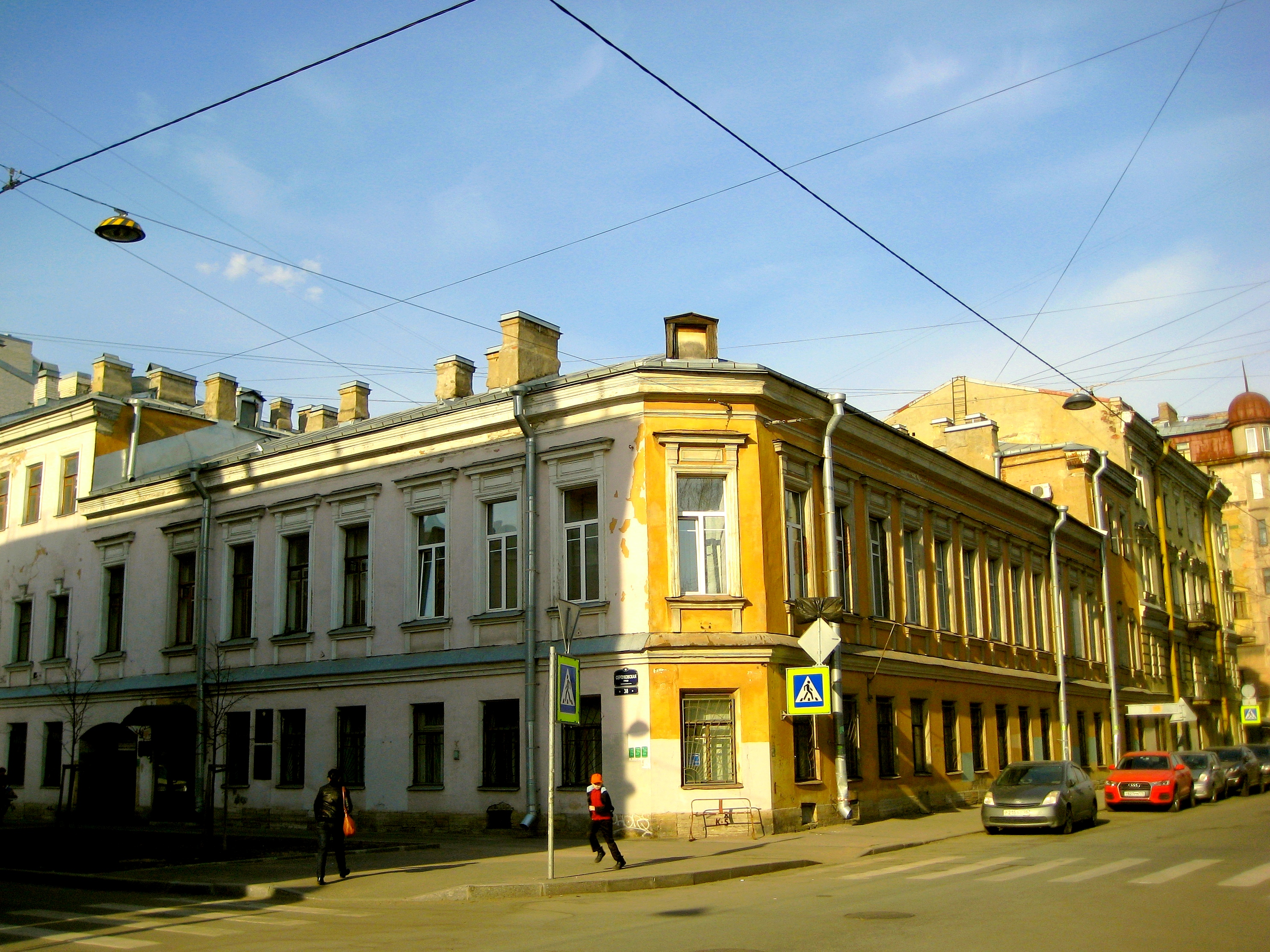
Особняк А. Н.Виноградова, 2016
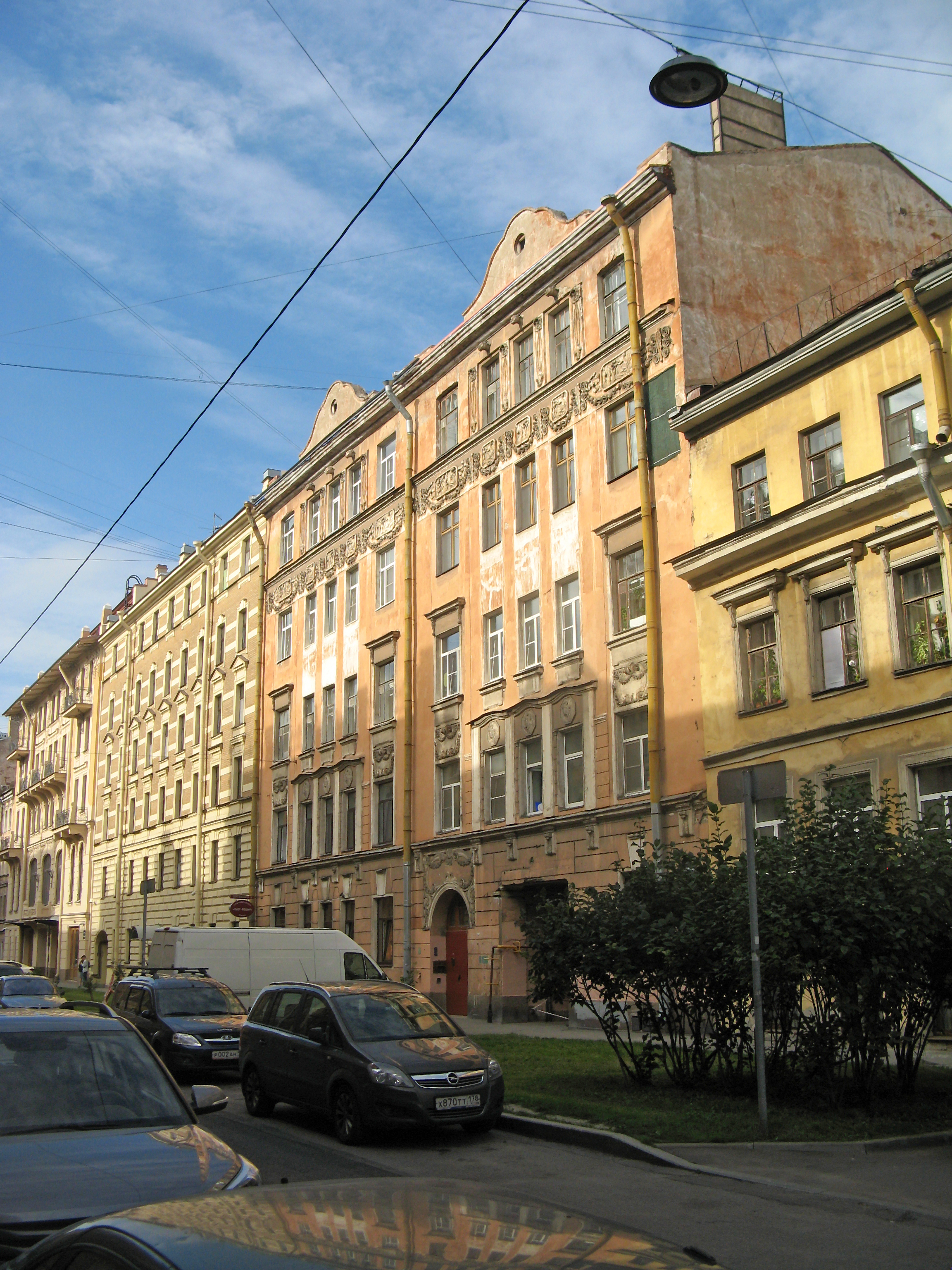
Дом А. П. Короткова, 2020
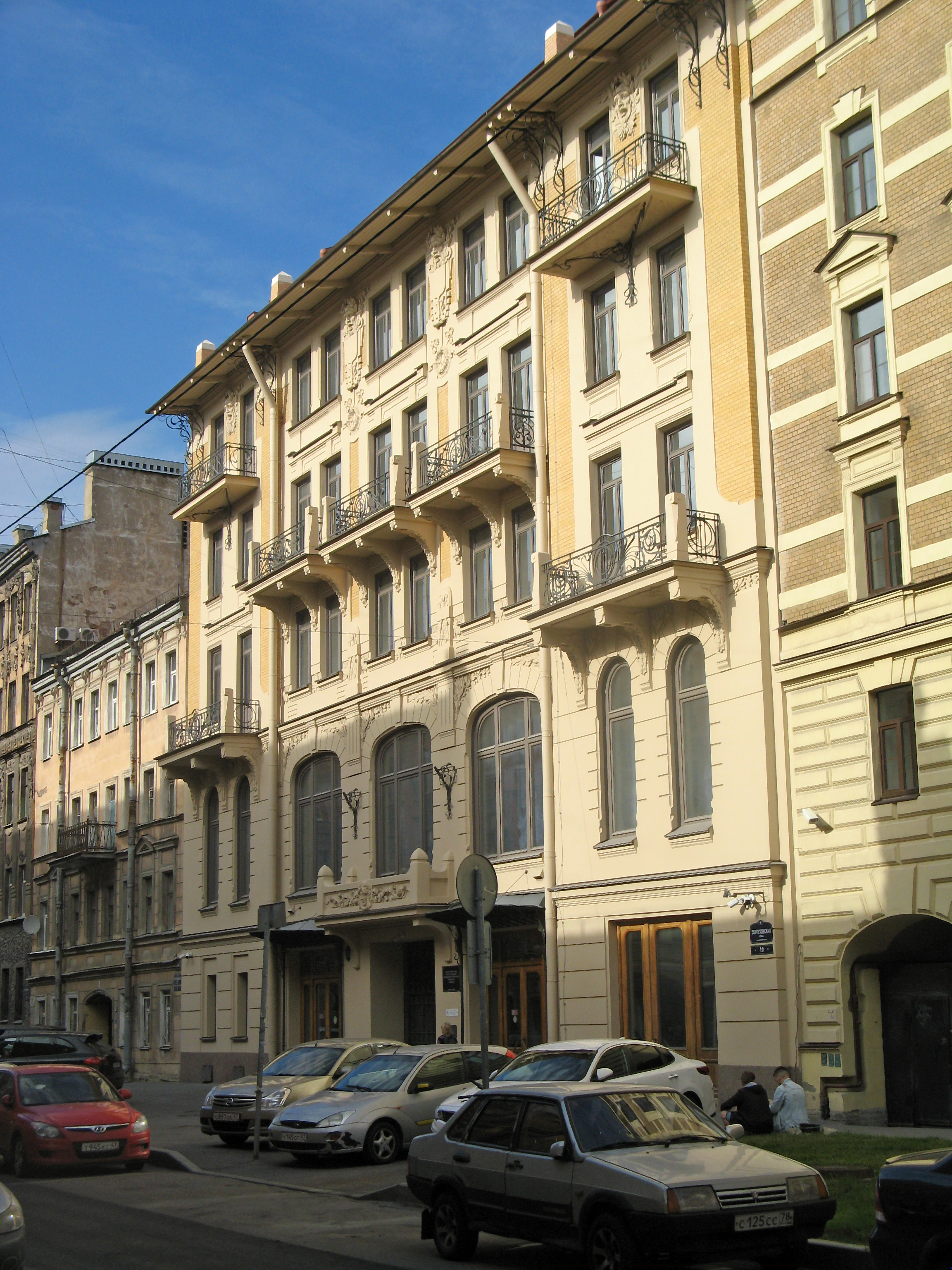
Дом Общества гражданских инженеров, 2020